# The Gospel Road
The Gospel Road è una album colonna sonora del cantautore statunitense Johnny Cash del film Gospel Road: A Story of Jesus pubblicato nel 1973.
Il disco, che vede la collaborazione di vari artisti come The Carter Family, The Statler Brothers, June Carter Cash e Kris Kristofferson, è un misto di registrazioni e brevi commenti riguardo al film e canzoni di musica gospel.

## Tracce
Le tracce con * sono brani parlati, scritti da Johnny Cash e L Murray e narrati da Cash, e registrati per la descrizione del film.

### Lato uno
Durata - 22:36
1. Canzone: "Praise the Lord" - Johnny Cash (Johnny Cash)
2. Introduction*
3. Canzone: "Gospel Road (Part 1)" - Johnny Cash (Christopher Wren)
4. Jesus Early Years*
5. Canzone: "Gospel Road (Part 2)" - Johnny Cash (Christopher Wren)
6. John the Baptist*
7. Baptism Of Jesus*
8. Wilderness Temptation*
9. Follow Me, Jesus*
10. Canzone: "Gospel Road (Part 3)" - Johnny Cash (Christopher Wren)
11. Jesus Announces His Divinity*
12. Jesus' Opposition is Established*
13. Jesus' First Miracle*
14. Song: "He Turned the Water into Wine (Part 1)" - Johnny Cash (Johnny Cash)
15. State of the Nation*
16. Canzone: "I See Men as Trees Walking" - Johnny Cash with The Carter Family and The Statler Brothers (Johnny Cash)
17. Canzone: "Jesus Was a Carpenter" - Johnny Cash (Christopher Wren)
18. Choosing of Twelve Disciples*

### Lato due
Durata - 22:00
1. Jesus's Teachings *
2. Parable of the Good Shepherd *
3. The Two Greatest Commandments *
4. Greater Love Hath No Man *
5. John the Baptist's Imprisonment and Death *
6. Jesus Cleanses the Temple *
7. Jesus Upbraids Scribes and Pharisees *
8. Jesus in the Temple *
9. Come Unto Me *
10. Adulterous Woman, The *
11. Canzone: "Help (Part #1)" - Larry Gatlin, Kris Kristofferson and Rita Coolidge (Larry Gatlin)
12. Jesus and Nicodemus*
13. Canzone: "Help (Part #2)" - Kris Kristofferson and Rita Coolidge (Larry Gatlin)
14. Sermon on the Mount *
15. Blessed Are *
16. The Lord's Prayer *
17. Canzone: "Amen Chorus (Part 1)" - The Carter Family and the Statler Brothers (Traditional)
18. Introducing Mary Magdalene *
19. Mary Magdalene Speaks *
20. Canzone: "Follow Me" - June Carter (John Denver)
21. Magdalene Speaks Again *

### Lato tre
Durata - 24:47
1. Crossing the Sea of Galilee *
2. Canzone: "He Turned the Water into Wine (Part 2)" - Johnny Cash (Johnny Cash)
3. Canzone: "He Turned the Water into Wine (Part 3)" - Johnny Cash (Johnny Cash)
4. Feeding the Multitude *
5. Canzone: "He Turned the Water into Wine (Part 4)" - Johnny Cash (Johnny Cash)
6. More Jesus Teachings *
7. Living Water and the Bread of Life, The *
8. Gospel Road (Part 4) - Johnny Cash (Christopher Wren)
9. Jesus and Children *
10. Canzone: "Children" - Johnny Cash with The Carter Family (Joe South)
11. Four Months to Live *
12. Canzone: "Help (Part 3)" - Johnny Cash (Larry Gatlin)
13. Canzone: "Help (Part 4)" - Johnny Cash (Larry Gatlin)
14. Raising of Lazarus *
15. Jesus' Second Coming *
16. Jesus' Entry into Jerusalem *
17. Canzone: "The Burden of Freedom (Part 1)" - Johnny Cash (Kris Kristofferson)
18. Jesus Wept*
19. Canzone: "The Burden of Freedom (Part 2)" - Johnny Cash (Kris Kristofferson)
20. Jesus Cleanses Temple Again *

### Lato quattro
Durata - 21:22
1. Feast of the Passover *
2. Canzone: "Lord, Is It I?" - The Statler Brothers (Harold Reid/DonReid, dei The Statler Brothers)
3. Canzone: "The Last Supper" - Johnny Cash with The Statler Brothers (Kris Kristofferson)
4. John 14:1-3 *
5. And Now, He's Alone *
6. Agony in Gethsemane *
7. Jesus Before Caiaphas, Pilate and Herod *
8. Canzone: "The Burden of Freedom (Part 3)" - Johnny Cash (Kris Kristofferson)
9. Crucifixion *
10. Jesus' Last Words *
11. Jesus' Death *
12. Earthquake and Darkness *
13. He is Risen *
14. Mary Magdalene Returns to Galilee *
15. Jesus Appears to Disciples *
16. Great Commission, The *
17. Ascension *
18. Song: "Amen Chorus (Part 2)" - The Carter Family and the Statler Brothers (canto tradizionale)
19. Jesus Was a Carpenter (Part 2) - Johnny Cash (Christopher Wren)